# Heinz Pototschnig
Heinz Pototschnig (* 30. Juni 1923 in Graz; † 11. April 1995 in Villach) war ein österreichischer Arzt und Schriftsteller.

## Leben
Nachdem er sein Medizinstudium mit dem Grad eines Dr. med. univ. abgeschlossen hatte, wirkte Heinz Pototschnig als praktischer Arzt in Villach. Daneben war er schriftstellerisch aktiv. 1977 nahm er am ersten Ingeborg-Bachmann-Wettbewerb in Klagenfurt teil.
Heinz Pototschnig verfasste erzählende Werke, Essays,
Gedichte und Hörspiele.
Heinz Pototschnig erhielt u. a. 1965 und 1971 den Theodor-Körner-Preis, 1969 den Peter-Rosegger-Preis, 1984 das Große Goldene Ehrenzeichen des Landes Steiermark sowie 1994 den Kulturpreis der Stadt Villach.

## Werke
- Schatten schrägen ins Licht. Gedichte. Mit Illustrationen von Franz Schneeweiß. Gesellschaft zur Förderung neuer Kunst, Villach 1961.
- Nachtkupfer. Mit einem Vorwort von Walther Novotny. Mit Illustrationen von Heinz Goll. Ferdinand Kleinmayr, Klagenfurt 1962.
- Den Rest teilen die Sterne. Ferdinand Kleinmayr, Klagenfurt 1963.
- Lotungen. Lyrische Legende für Stimmen. Ferdinand Kleinmayr, Klagenfurt 1965.
- Die grünen Schnäbel. 10 Geschichten über Kinder. Mit Illustrationen von Franz Milan Wirth. Eduard Kaiser, Klagenfurt o. J. (ca. 1965).
- Die Grenze. Roman. Paul Zsolnay, Wien/Hamburg 1974, ISBN 3-552-02621-5.
- Die Wanderung. Roman. Paul Zsolnay, Wien/Hamburg 1976, ISBN 3-552-02820-X.
- Der Sommer mit den Enten. Roman. Paul Zsolnay, Wien/Hamburg 1977, ISBN 3-552-02905-2.
- Westdrift. Gedichte. Carinthia, Klagenfurt 1990, ISBN 3-85378-348-1.
- Aus Spiegeln keine Wiederkehr. Gedichte. Carinthia, Klagenfurt 1991, ISBN 3-85378-378-3.
- Sei Stein und allein. Lyrik. Be stone and alone. Lyric poetry. Translated by Herbert Kuhner.  Österreichisches Literaturforum/Austrian Literary Forum, Krems 1994, ISBN 3-900959-37-4.
- Nach dem Abschied. Gedichte aus dem Nachlaß, 1923–1995. Herausgegeben von Kurt Adel. Wilhelm Braumüller, Wien 1997, ISBN 3-7003-1176-1.